# Station Mullingar
Station Mullingar  is een spoorwegstation in Mullingar in het  Ierse graafschap Westmeath. Het station ligt aan de lijn Dublin - Sligo. Het station wordt bediend door de intercity tussen Dublin en Sligo. Daarnaast gaan er 's ochtends vanaf Longford extra stoptreinen richting Dublin, die 's avonds weer teruggaan tot Longford. In het verleden reden er ook treinen via Mullingar naar Athlone en Galway, maar dit traject werd in 1985 gesloten.